# Platyhypnidium torrenticola
Platyhypnidium torrenticola là một loài Rêu trong họ Brachytheciaceae. Loài này được (Ochyra, C. Schmidt & Bültmann) Ochyra & Bednarek-Ochyra miêu tả khoa học đầu tiên năm 1999.